# Comuna Bîtîțea
Bîtîțea (în ucraineană Битиця) este o comună în raionul Sumî, regiunea Sumî, Ucraina, formată din satele Bîtîțea (reședința), Mîkilske, Pușkarivka, Vakalivșciîna și Zelenîi Hai.

## Demografie
Componența lingvistică a comunei Bîtîțea
     Ucraineană (93,26%)
     Rusă (6,35%)
     Alte limbi (0,29%)
Conform recensământului din 2001, majoritatea populației comunei Bîtîțea era vorbitoare de ucraineană (93,26%), existând în minoritate și vorbitori de rusă (6,35%).